# Dancing With Mr. D
"Dancing with Mr. D" er det første nummer på rock ’n’ roll bandet The Rolling Stones' album fra 1973 Goats Head Soup.
Skrevet af Mick Jagger og Keith Richards er "Dancing with Mr. D" modsætning til The Stones funk inspireret indspilninger til Goats Head Soup fra den periode. Sangen starter med et riff af Richards, der bliver gentaget igennem hele sangen. Jaggers hentyder til legen mellem død, eller djævlen, muligvis en hentydning til bandets levevis gennem de tidligere 1970er:
| Citat | Down in the graveyard where we have our tryst, The air smells sweet, the air smells sick; He never smiles, his mouth merely twists, The breath in my lungs feels clinging and thick; But I know his name, he's called Mr. D, And one of these days, he's going to set you free | Citat |
|       | |       |

Sangen ville have tjent bedst som en introduktion til en af The Stones typiske, studie baseret i midten af 1970erne, efter den spredte episke Exile On Main St.. Optagelserne begyndte på Dynamic Sound Studios i Kingston, Jamaica, og forsatte på Village Recorders i Los Angeles, og Island Recording Studios i London. Billy Preston, der havde bidraget på et par andre sange sammen med The Stones førhen, blev en stærk bidragsyder på de næste par albums, og spillede på denne sang clavinet. Nicky Hopkins spillede klaver mens Rebop Kwaku Baah og Pascal tog sig af perkussion. Mick Taylor spillede elektrisk slide guitar ligesom bass, mens Charlie Watts som sædvanligt spillede trommer. 
”Dancing with Mr. D” blev kun fremført live af The Stones på deres 1973 tour of Europe. Det var b-side til albummets "Doo Doo Doo Doo Doo (Heartbreaker)".

## Eksterne kilder og henvisninger
- Officiel Tekst
- Facts om “Dancing With Mr. D”
- Tekst og info om “Dancing With Mr. D”